# ジョン・ホイットマン (言語学者)
ジョン・ブラッドフォード・ホイットマン（英: John Bradford Whitman、1954年生まれ）は、アメリカ合衆国の言語学者。コーネル大学教授、国立国語研究所名誉教授。日本語の歴史的研究で知られる。

## 経歴
ホイットマンはボストンに生まれ、ハーバード大学で日本語を学んだ。1980年に筑波大学に留学して、修士の学位を取得した。帰国後、日本語と朝鮮語の比較言語学的研究によって1985年にハーバード大学の博士の学位を得た。ホイットマンの博士論文は、サミュエル・マーティンが1966年に発表した日本語と朝鮮語の音対応を大きく発展させたことで知られる。
1987年からコーネル大学で教え、言語学学科長をながく務める。また、2011年より2015年まで国立国語研究所の教授を併任した。

## 主な著作
ホイットマンは博士論文以来、日本語と朝鮮語の音対応をアクセントを考慮してより厳密に提示した。
- Whitman, John (1990), “A Rule of Medial -r- Loss in Pre-Old Japanese”, in Baldi, Philip, Linguistic Change and Reconstruction Methodology, Mouton de Gruyter, pp. 511-545, ISBN 3110119080

またビャーケ・フレレスビッグとともに日本祖語の再構に関する書物を編集した。この中で日本祖語の7母音説を唱えたほか、動詞活用の起源についても新説を述べている。
- Frellesvig, Bjarke; Whitman, John, ed. (2008), Proto-Japanese: Issues and Prospects, John Benjamins, ISBN 9789027248091

ほかに語順などに関する言語類型論的な研究も行っている。
- 竹沢幸一; Whitman, John『格と語順と統語構造』研究社出版〈日英語比較選書 9〉、1998年。ISBN 4327260096。
- 高見健一・神尾昭雄・John Whitman, ed. (2000), Syntactic and functional explorations : in honor of Susumu Kuno, くろしお出版, ISBN 4874241972
- Yanagida, Yuko; Whitman, John (2009), “Alignment and Word Order in Old Japanese”, Journal of East Asian Linguistics 18 (2):  101-144, JSTOR 40345246
- Whitman, John; 柳田優子 著「人称と活格類型上代日本語の代名詞体系の観点から」、坪本篤朗・早瀬尚子・和田尚明 編『「内」と「外」の言語学』開拓社、2009年、175-214頁。ISBN 9784758921459。
- Whitman, John (2012), “The relationship between Japanese and Korean”, in Nicolas Tranter, The Languages of Japan and Korea, Routledge, ISBN 0415462878